# Cogny (Ródano)
Cogny é uma comuna francesa na região administrativa de Auvérnia-Ródano-Alpes, no departamento de Ródano. Estende-se por uma área de 5,83 km². Em 2010 a comuna tinha 1 211 habitantes (densidade: 207,7 hab./km²).